# Liste der Kulturgüter in Genf/Cité
Die Liste der Kulturgüter in Genf/Cité enthält alle Objekte im Stadtteil Cité der Stadt Genf (Genève), die gemäss der Haager Konvention zum Schutz von Kulturgut bei bewaffneten Konflikten, dem Bundesgesetz vom 20. Juni 2014 über den Schutz der Kulturgüter bei bewaffneten Konflikten sowie der Verordnung vom 29. Oktober 2014 über den Schutz der Kulturgüter bei bewaffneten Konflikten unter Schutz stehen.
Objekte der Kategorien A und B sind vollständig in der Liste enthalten, Objekte der Kategorie C fehlen zurzeit (Stand: 1. Januar 2023).

## Kulturgüter
| Foto | | Objekt | Kat. | Typ | Standort | Beschreibung |
| ---- | --- | --- | ---- | --- | --- | ------------ |
| ja   | Datei hochladen · Wikidata zu Ehemaliges Zeughaus (Q56230571)                                                                          | Ehemaliges Zeughaus / Ancien Arsenal KGS-Nr.: 02436 | A    | S   | Rue de l’Hôtel-de-Ville 1 500311 / 117451                                                                            |              |
| ja   | Datei hochladen · Wikidata zu Kathedrale Sankt Peter (Q666516)                                                                         | Kathedrale Saint-Pierre und Makkabäerkapelle, mit archäologischer Fundstelle und Museum / Cathédrale St-Pierre et Chapelle des Macchabés, avec site archéologique et musée KGS-Nr.: 02443 | A    | F/G | Cour de Saint-Pierre 500420 / 117454                                                                                 |              |
| ja   | Datei hochladen · Wikidata zu Collège Calvin (Q672022)                                                                                 | Collège Calvin KGS-Nr.: 02446 | A    | G   | Rue Theodore-de-Bèze 2–4 500597 / 117395                                                                             |              |
| ja   | Datei hochladen · Wikidata zu Notre-Dame de Genève (Q665394)                                                                           | Kirche Notre-Dame / Église Notre-Dame KGS-Nr.: 02448 | A    | G   | Place de Cornavin 499947 / 118302                                                                                    |              |
| ja   | Datei hochladen · Wikidata zu Kreuzerhöhungskathedrale (Q4240411)                                                                      | Russische Kirche / Église russe KGS-Nr.: 02449 | A    | G   | Rue Toepffer 9 500823 / 117193                                                                                       |              |
| ja   | Datei hochladen · Wikidata zu Église Saint-Germain (Geneve) (Q16449396)                                                                | Kirche Saint-Germain / Église Saint-Germain KGS-Nr.: 02450 | A    | G   | Rue de Saint-Germain 2 500235 / 117476                                                                               |              |
| ja   | Datei hochladen · Wikidata zu Rathaus (Q28843394)                                                                                      | Rathaus und Tour Baudet / Hôtel de ville et tour Baudet KGS-Nr.: 02451 | A    | G   | Rue de l’Hôtel-de-Ville 2 500281 / 117428                                                                            |              |
| ja   | Datei hochladen · Wikidata zu Île Rousseau (Q1083713)                                                                                  | Île Rousseau und Statue / Île Rousseau et statue KGS-Nr.: 02452 | A    | G   | Île Jean-Jacques-Rousseau 500367 / 117992                                                                            |              |
| ja   | Datei hochladen · Wikidata zu Immeuble Clarté (Q663110)                                                                                | Maison Clarté KGS-Nr.: 02453 | A    | G   | Rue Saint-Laurent 2–4 501029 / 117333                                                                                |              |
| ja   | Datei hochladen · Wikidata zu Immeubles rue Beauregard (Q29479525)                                                                     | Gebäude Rue Beauregard / Immeubles rue Beauregard KGS-Nr.: 02454 | A    | G   | Rue Beauregard 2–8 500419 / 117175                                                                                   |              |
| ja   | Datei hochladen · Wikidata zu Immeubles rue de la Corraterie, Genève (Q29479530)                                                       | Gebäude Rue de la Corraterie / Immeubles rue de la Corraterie KGS-Nr.: 02455 | A    | G   | Rue de la Corraterie 10–26 500008 / 117638                                                                           |              |
| ja   | Datei hochladen · Wikidata zu Rue des Granges 2-6, Genève (Q29479538)                                                                  | Wohngebäude / Immeubles KGS-Nr.: 02456 | A    | G   | Rue des Granges 2–6 500131 / 117494                                                                                  |              |
| ja   | Datei hochladen · Wikidata zu Immeubles rue Pierre Fatio, Genève (Q29479544)                                                           | Wohngebäude / Immeubles KGS-Nr.: 02457 | A    | G   | Rue Pierre Fatio 7–9 500885 / 117688                                                                                 |              |
| ja   | Datei hochladen · Wikidata zu (Q29479547)                                                                                              | Institut Voltaire, Landhaus Les Délices / Institut Voltaire, maison de campagne, Les Délices KGS-Nr.: 02460                                                                               | A    | G   | Rue des Délices 25 499271 / 118188                                                                                   |              |
| ja   | Datei hochladen · Wikidata zu Ancien hôtel Buisson (Q29479303)                                                                         | Ehemaliges Hôtel Buisson / Ancien Hôtel Buisson KGS-Nr.: 02462 | A    | G   | Rue Jean-Calvin 13 500336 / 117549                                                                                   |              |
| ja   | Datei hochladen · Wikidata zu Maison de Saussure (Q16267079)                                                                           | Haus de Saussure / Maison de Saussure KGS-Nr.: 02464 | A    | G   | Rue de la Cité 24 500085 / 117613                                                                                    |              |
| ja   | Datei hochladen · Wikidata zu Haus Mallet (Q29479555)                                                                                  | Maison Mallet KGS-Nr.: 02465 | A    | G   | Rue du Cloître 2 500407 / 117489                                                                                     |              |
| ja   | Datei hochladen · Wikidata zu Maison Tavel (Q689746)                                                                                   | Maison Tavel KGS-Nr.: 02466 | A    | G   | Rue du Puits-Saint-Pierre 6 500309 / 117484                                                                          |              |
| ja   | Datei hochladen · Wikidata zu Haus Turrettini (Q29479559)                                                                              | Maison Turrettini KGS-Nr.: 02467 | A    | G   | Rue de l’Hôtel-de-Ville 8–10 500345 / 117375                                                                         |              |
| ja   | Datei hochladen · Wikidata zu Monument Brunswick (Q1094083)                                                                            | Braunschweig-Monument / Monument Brunswick KGS-Nr.: 02469 | A    | K   | Quai du Mont-Blanc 500467 / 118266                                                                                   |              |
| ja   | Datei hochladen · Wikidata zu Parc des Bastions mit Reformationsdenkmal (Q18002606)                                                    | Parc des Bastions mit Reformationsdenkmal / Parc des Bastions avec Mur des Réformateurs KGS-Nr.: 02470                                                                                    | A    | G   | Promenade des Bastions 500219 / 117352                                                                               |              |
| ja   | Datei hochladen · Wikidata zu Musée d'Art et d'Histoire (Q29479561)                                                                    | Musée d’art et d’histoire (Gebäude) KGS-Nr.: 02473 | A    | G   | Rue Charles-Galland 2 500637 / 117250                                                                                |              |
| ja   | Datei hochladen · Wikidata zu Palais de Justice (ehemaliges Spital) (Q29479563)                                                        | Palais de Justice (ehemaliges Spital) / Palais de Justice (ancien hôpital) KGS-Nr.: 02479                                                                                                 | A    | G   | Place du Bourg-de-Four 1 500509 / 117402                                                                             |              |
| ja   | Datei hochladen · Wikidata zu Palais de l'Athénée (Q29479566)                                                                          | Palais de l’Athénée KGS-Nr.: 02480 | A    | G   | Rue de l’Athénée 2 500364 / 117174                                                                                   |              |
| ja   | Datei hochladen · Wikidata zu Palais Eynard (Q3360855)                                                                                 | Palais Eynard KGS-Nr.: 02482 | A    | G   | Rue de la Croix-Rouge 4 500314 / 117248                                                                              |              |
| ja   | Datei hochladen · Wikidata zu Palais Wilson (Q2333715)                                                                                 | Palais Wilson KGS-Nr.: 02483 | A    | G   | Quai Wilson 51–53 500647 / 118975                                                                                    |              |
| ja   | Datei hochladen · Wikidata zu Place Neuve (Q3390017)                                                                                   | Place de Neuve und General-Dufour-Denkmal KGS-Nr.: 02485 | A    | G   | Place de Neuve 500033 / 117467                                                                                       |              |
| ja   | Datei hochladen · Wikidata zu Pont de la Machine (Q3397281)                                                                            | Pont de la Machine über die Rhône KGS-Nr.: 02486 | A    | G   | Pont de la Machine 1 500159 / 117947                                                                                 |              |
| ja   | Datei hochladen · Wikidata zu (Q29479573)                                                                                              | Quai du Mont-Blanc und Stadtmöbel von 1896 / Quai du Mont-Blanc et mobilier urbain de 1896 KGS-Nr.: 02488                                                                                 | A    | G   | Quai du Mont-Blanc 500643 / 118383                                                                                   |              |
| ja   | Datei hochladen · Wikidata zu Quai und Hôtel des Bergues (Q29479576)                                                                   | Quai und Hôtel des Bergues KGS-Nr.: 02489 | A    | G   | Quai des Bergues 500303 / 118100                                                                                     |              |
| ja   | Datei hochladen · Wikidata zu Jardin Anglais (Q1083364)                                                                                | Quai Général Guisan mit Englischem Garten / Quai Général Guisan avec jardin anglais KGS-Nr.: 02490                                                                                        | A    | G   | Quai Général Guisan 500699 / 117788                                                                                  |              |
| ja   | Datei hochladen · Wikidata zu Temple de la Fusterie (Q16747652)                                                                        | Reformierte Kirche La Fusterie / Temple de la Fusterie KGS-Nr.: 02494 | A    | G   | Place de la Fusterie 18 500216 / 117751                                                                              |              |
| ja   | Datei hochladen · Wikidata zu Temple de la Madeleine (Q29479580)                                                                       | Reformierte Kirche La Madeleine mit archäologischer Fundstelle / Temple de la Madeleine avec site archéologique KGS-Nr.: 02495                                                            | A    | F/G | Rue de la Madeleine 15 500489 / 117552                                                                               |              |
| ja   | Datei hochladen · Wikidata zu Reformierte Kirche L’Auditoire (Q1083084)                                                                | Reformierte Kirche L’Auditoire / Temple de l’Auditoire KGS-Nr.: 02496 | A    | G   | Place de la Taconnerie 1 500417 / 117413                                                                             |              |
| ja   | Datei hochladen · Wikidata zu Tempel von Saint-Gervais und archäologische Stätte (Q29479582)                                           | Reformierte Kirche Saint-Gervais mit archäologischer Fundstelle / Temple Saint-Gervais avec site archéologique KGS-Nr.: 02497                                                             | A    | F/G | Rue des Terreaux-du-Temple 12 499849 / 118051                                                                        |              |
| ja   | Datei hochladen · Wikidata zu Universität Genf (Q503473)                                                                               | Universität / Université KGS-Nr.: 02499 | A    | G   | Rue de Candolle 5 500103 / 117218                                                                                    |              |
| ja   | Datei hochladen · Wikidata zu Victoria Hall (Q2561402)                                                                                 | Victoria Hall KGS-Nr.: 02501 | A    | G   | Rue du Général Dufour 14 499845 / 117491                                                                             |              |
| ja   | Datei hochladen · Wikidata zu Ehemalige Residenz des französischen Gesandten (Q29479307)                                               | Ehemalige Residenz des französischen Gesandten / Ancien Hôtel du Résident de France KGS-Nr.: 02504                                                                                        | A    | G   | Grand-Rue 11 500157 / 117587                                                                                         |              |
| ja   | Datei hochladen · Wikidata zu Konservatorium (Q1200920)                                                                                | Konservatorium / Conservatoire de musique KGS-Nr.: 02510 | A    | G   | Place de Neuve 5 499955 / 117431                                                                                     |              |
| ja   | Datei hochladen · Wikidata zu altes “Credit Lyonnais” (Q16010421)                                                                      | Ehemaliges Gebäude der Crédit Lyonnais / Ancien Crédit Lyonnais KGS-Nr.: 02511 | A    | G   | Quai de la Poste 18 499945 / 117789                                                                                  |              |
| ja   | Datei hochladen · Wikidata zu Ancienne école des arts industriels, Genève (Q29479311)                                                  | Ehemalige Kunstgewerbeschule / Ancienne école des arts industriels KGS-Nr.: 02514 | A    | G   | Boulevard James-Fazy 15 499877 / 118325                                                                              |              |
| ja   | Datei hochladen · Wikidata zu Museum Rath (Q673396)                                                                                    | Musée Rath KGS-Nr.: 02564 | A    | G   | Place de Neuve 1 500039 / 117517                                                                                     |              |
| ja   | Datei hochladen · Wikidata zu Geneva postoffice (Q29479571)                                                                            | Poste du Mont-Blanc KGS-Nr.: 02567 | A    | G   | Rue du Mont-Blanc 18 500181 / 118286                                                                                 |              |
| ja   | Datei hochladen · Wikidata zu Cabinet d'arts graphiques (Q29479476)                                                                    | Grafisches Kabinett / Cabinet d’arts graphiques KGS-Nr.: 08677 | A    | S   | Promenade du Pin 5 500585 / 117139                                                                                   |              |
| ja   | Datei hochladen · Wikidata zu Museum Voltaire (Q3152229)                                                                               | Institut und Museum Voltaire (Archiv, Bibliothek, Sammlung) / Institut et Musée Voltaire (archives, bibliothèque, collection) KGS-Nr.: 08678                                              | A    | S   | Rue des Délices 25 499278 / 118185                                                                                   |              |
| ja   | Datei hochladen · Wikidata zu Fondation Baur (Q27481219)                                                                               | Fondation Baur, Museum der fernöstlichen Kunst / Fondation Baur, Musée des arts d’Extrême-Orient KGS-Nr.: 08691                                                                           | A    | S   | Rue Munier-Romilly 8 500789 / 117051                                                                                 |              |
| ja   | Datei hochladen · Wikidata zu Musée d'Art et d'Histoire de Genève (Q679075)                                                            | Musée d’art et d’histoire (Sammlung) KGS-Nr.: 08692 | A    | S   | Rue Charles-Galland 2 500650 / 117242                                                                                |              |
| ja   | Datei hochladen · Wikidata zu Internationales Museum der Reformation (Q584164)                                                         | Internationales Museum der Reformation / Musée international de la réforme KGS-Nr.: 08703                                                                                                 | A    | S   | Rue du Cloître 2 500407 / 117484                                                                                     |              |
| ja   | Datei hochladen · Wikidata zu Staatsarchiv Genf (Q14847769)                                                                            | Genfer Staatsarchiv / Archives d’état de Genève KGS-Nr.: 08789 | A    | S   | Rue de l’Hôtel-de-Ville 1 500313 / 117454                                                                            |              |
| ja   | Datei hochladen · Wikidata zu archives of the Bibliothèque de Genève (Q108807678)                                                      | Bibliothèque de Genève KGS-Nr.: 08925 | A    | S   | Promenade des Bastions 1 500169 / 117198                                                                             |              |
| ja   | Datei hochladen · Wikidata zu Gebäude Rue des Granges 16, Alte Kaserne (Q29479511)                                                     | Gebäude Rue des Granges (ehemalige Kaserne) / Immeuble Rue des Granges (ancienne caserne) KGS-Nr.: 09081                                                                                  | A    | G   | Rue des Granges 16 500235 / 117441                                                                                   |              |
| ja   | Datei hochladen · Wikidata zu Bibliothek der Genfer Lesegesellschaft (Q27481266)                                                       | Bibliothek der Genfer Lesegesellschaft / Bibliothèque de la Société de lecture de Genève KGS-Nr.: 09300                                                                                   | A    | S   | Grand-Rue 11 500159 / 117590                                                                                         |              |
| ja   | Datei hochladen · Wikidata zu Maison Jean-Jacques Naville (Q29479516)                                                                  | Maison Jean-Jacques Naville KGS-Nr.: 09410 | A    | G   | Rue des Granges 8 500169 / 117469                                                                                    |              |
| ja   | Datei hochladen · Wikidata zu Maison des arts du Grütli (Q29479551)                                                                    | Maison des arts du Grütli KGS-Nr.: 09471 | A    | G   | Rue du Général-Dufour 16 499877 / 117456                                                                             |              |
| ja   | Datei hochladen · Wikidata zu (Q29479586)                                                                                              | Genf (keltisches Oppidum, römischer Vicus, mittelalterlich-neuzeitliche Stadt) / Genève (oppidum celtique, vicus romain, ville médiévale-temps modernes) KGS-Nr.: 09604                   | A    | F   | 500377 / 117715 |              |
| ja   | Datei hochladen · Wikidata zu Rue des Granges 10-12, Genève (Q29479534)                                                                | Wohngebäude / Immeubles KGS-Nr.: 11744 | A    | G   | Rue des Granges 10–12 500196 / 117471                                                                                |              |
| ja   | Datei hochladen · Wikidata zu Rue des Granges 14, Genève (Q29479506)                                                                   | Gebäude Rue des Granges / Immeuble Rue des Granges KGS-Nr.: 11745 | A    | G   | Rue des Granges 14 500213 / 117461                                                                                   |              |
| ja   | Datei hochladen · Wikidata zu Immeubles Ilôt De Candolle - Saint Léger - Philosophes - Saint Ours (Q29700822)                          | Wohngebäude des Häuserblocks De Candolle-Saint Léger-Philosophes-Saint Ours / Immeubles Ilôt De Candolle-Saint Léger-Philosophes-Saint Ours KGS-Nr.: 02458                                | B    | G   | Boulevard des Philosophes 9–15 / Rue De-Candolle 18–26 / Rue de Saint-Léger 1–5 / Rue Saint-Ours 2–6 500111 / 117032 |              |
| ja   | Datei hochladen · Wikidata zu Haus Colladon (Q29700946)                                                                                | Maison Colladon KGS-Nr.: 02463 | B    | G   | Place de la Taconnerie 3 500391 / 117398                                                                             |              |
| ja   | Datei hochladen · Wikidata zu Museum Barbier-Mueller (Q3329082)                                                                        | Bibliothek des Musée Barbier-Mueller KGS-Nr.: 02472 | B    | S   | Rue Jean-Calvin 10 500279 / 117520                                                                                   |              |
| ja   | Datei hochladen · Wikidata zu Quai Bezanson-Hugues (Q29701151)                                                                         | Quai Bezanson-Hugues KGS-Nr.: 02487 | B    | G   | Quai Bezanson-Hugues 500128 / 117857                                                                                 |              |
| ja   | Datei hochladen · Wikidata zu quai Wilson (Q28026506)                                                                                  | Quai Wilson KGS-Nr.: 02492 | B    | G   | Quai Wilson 500715 / 118900                                                                                          |              |
| ja   | Datei hochladen · Wikidata zu Tour de l'Île (Q29701352)                                                                                | Tour de l’Île KGS-Nr.: 02498 | B    | G   | Quai de l’Île 500021 / 117887                                                                                        |              |
| ja   | Datei hochladen · Wikidata zu Ancien dôme (Q29700141)                                                                                  | Alter Dom / Ancien dôme KGS-Nr.: 02503 | B    | G   | Rue de la Cité 3 500070 / 117713                                                                                     |              |
| ja   | Datei hochladen · Wikidata zu Tour du Molard (Q29700205)                                                                               | Ehemalige Markthalle und Tour du Molard KGS-Nr.: 02505 | B    | G   | Place du Molard 2–6 500368 / 117734                                                                                  |              |
| ja   | Datei hochladen · Wikidata zu Église évangélique de la Pélisserie (Q29700250)                                                          | Kapelle La Pélisserie / Chapelle de la Pélisserie KGS-Nr.: 02507 | B    | G   | Rue de la Pélisserie 20 500210 / 117570                                                                              |              |
| ja   | Datei hochladen · Wikidata zu Chapelle de l'Oratoire (Q29700252)                                                                       | Oratoriumskapelle / Chapelle de l’Oratoire KGS-Nr.: 02508 | B    | G   | Rue Tabazan 7 500439 / 117219                                                                                        |              |
| ja   | Datei hochladen · Wikidata zu Chapelle des Pélerins (Q29700253)                                                                        | Kapelle Les Pélerins / Chapelle des Pélerins KGS-Nr.: 02509 | B    | G   | Rue de Saint-Léger 20–22 500385 / 117229                                                                             |              |
| ja   | Datei hochladen · Wikidata zu Holy Trinity Church (Genf) (Q29700383)                                                                   | Englische Kirche / Église anglaise KGS-Nr.: 02515 | B    | G   | Rue du Mont-Blanc 14bis 500272 / 118228                                                                              |              |
| ja   | Datei hochladen · Wikidata zu Ehemalige Fabrik Gay Frères (Q29700189)                                                                  | Ehemalige Manufaktur Gay Frères / Ancienne manufacture Gay Frères KGS-Nr.: 02517 | B    | G   | Glacis de Rive 12 500911 / 117338                                                                                    |              |
| ja   | Datei hochladen · Wikidata zu Chevelu-Brunnen (Q29700399)                                                                              | Chevelu-Brunnen / Fontaine Chevelu KGS-Nr.: 02518 | B    | K   | Place Chevelu 500140 / 118044                                                                                        |              |
| ja   | Datei hochladen · Wikidata zu Fusterie-Brunnen (Q29700414)                                                                             | Fusterie-Brunnen / Fontaine de la Fusterie KGS-Nr.: 02519 | B    | K   | Place de la Fusterie 500205 / 117731                                                                                 |              |
| ja   | Datei hochladen · Wikidata zu Longemalle-Brunnen (Q29700431)                                                                           | Longemalle-Brunnen / Fontaine de Longemalle KGS-Nr.: 02520 | B    | K   | Place Longemalle 500540 / 117657                                                                                     |              |
| ja   | Datei hochladen · Wikidata zu Saint-Gervais-Brunnen (Q29700449)                                                                        | Saint-Gervais-Brunnen / Fontaine de Saint-Gervais KGS-Nr.: 02521 | B    | K   | Place Saint-Gervais 499979 / 117983                                                                                  |              |
| ja   | Datei hochladen · Wikidata zu Brunnen in der Place Dorcière (Q29700460)                                                                | Dorcières-Brunnen / Fontaine Dorcières KGS-Nr.: 02522 | B    | K   | Place Dorcières 500331 / 118298                                                                                      |              |
| ja   | Datei hochladen · Wikidata zu Bourg-de-Four-Brunnen (Q29700477)                                                                        | Brunnen Le Bourg-de-Four / Fontaine du Bourg-de-Four KGS-Nr.: 02523 | B    | K   | Place du Bourg-de-Four 500466 / 117358                                                                               |              |
| ja   | Datei hochladen · Wikidata zu Fontaine Le Grand-Mézel (Q29700492)                                                                      | Brunnen Le Grand-Mézel / Fontaine du Grand-Mézel KGS-Nr.: 02524 | B    | K   | Place du Grand-Mézel 500121 / 117585                                                                                 |              |
| ja   | Datei hochladen · Wikidata zu Brunnen Le Molard (Q29700507)                                                                            | Brunnen Le Molard / Fontaine du Molard KGS-Nr.: 02526 | B    | K   | Place du Molard 500361 / 117667                                                                                      |              |
| ja   | Datei hochladen · Wikidata zu Le Port-Brunnen (Q29700521)                                                                              | Brunnen Le Port / Fontaine du Port KGS-Nr.: 02527 | B    | K   | Place du Port 500561 / 117740                                                                                        |              |
| ja   | Datei hochladen · Wikidata zu Fontaine Le Puits-Saint-Pierre (Q29700535)                                                               | Brunnen Le Puits-Saint-Pierre / Fontaine du Puits-Saint-Pierre KGS-Nr.: 02528 | B    | K   | Rue du Puits-Saint-Pierre 500344 / 117510                                                                            |              |
| ja   | Datei hochladen · Wikidata zu Bahnhof Genf-Cornavin (Q800819)                                                                          | Bahnhof Cornavin / Gare de Cornavin KGS-Nr.: 02529 | B    | G   | Place Cornavin 499951 / 118445                                                                                       |              |
| ja   | Datei hochladen · Wikidata zu Grand Théâtre de Genève (Q555398)                                                                        | Grand Théâtre KGS-Nr.: 02530 | B    | G   | Place de Neuve 3 499963 / 117539                                                                                     |              |
| ja   | Datei hochladen · Wikidata zu Halles de l’Île (Q29700552)                                                                              | Halles de l’Île KGS-Nr.: 02531 | B    | G   | Place de l’Île 1 499879 / 117856                                                                                     |              |
| ja   | Datei hochladen · Wikidata zu Wohngebäude des Häuserblocks Coutance-Rousseau-Etuves (Q29700804)                                        | Wohngebäude des Häuserblocks Coutance-Rousseau-Etuves / Immeubles ÎIot Coutance-Rousseau-Etuves KGS-Nr.: 02532                                                                            | B    | G   | Rue de Coutance 4–20 / Rue de Grenus 10–16 / Rue des Etuves 1–2 und 8–16 / Rue Rousseau 1–15 499999 / 118040         |              |
| ja   | Datei hochladen · Wikidata zu Gebäude Patek Philippe (Q29700612)                                                                       | Gebäude Patek Philippe / Immeuble Patek Philippe KGS-Nr.: 02535 | B    | G   | Rue du Rhône 41 500499 / 117760                                                                                      |              |
| ja   | Datei hochladen · Wikidata zu Wohngebäude Rue Ami-Lévrier (Q29700846)                                                                  | Wohngebäude Rue Ami-Lévrier / Immeubles Rue Ami-Lévrier KGS-Nr.: 02537 | B    | G   | Rue Ami-Lévrier 1–3 500246 / 118247                                                                                  |              |
| ja   | Datei hochladen · Wikidata zu Wohngebäude (Q29700645)                                                                                  | Wohngebäude / Immeubles KGS-Nr.: 02538 | B    | G   | Rue de la Tour Maîtresse 3–9 und 4-12 500669 / 117600                                                                |              |
| ja   | Datei hochladen · Wikidata zu Wohngebäude (Q29700703)                                                                                  | Wohngebäude / Immeubles KGS-Nr.: 02540 | B    | G   | Rue du Prince 3–7 und 4–12 500634 / 117629                                                                           |              |
| ja   | Datei hochladen · Wikidata zu Haus Cayla (Q29700928)                                                                                   | Haus Cayla / Maison Cayla KGS-Nr.: 02545 | B    | G   | Place de la Taconnerie 10 500357 / 117396                                                                            |              |
| ja   | Datei hochladen · Wikidata zu Haus Eynard (Q29700992)                                                                                  | Haus Eynard / Maison Eynard KGS-Nr.: 02551 | B    | G   | Rue Daniel-Colladon 2 500353 / 117267                                                                                |              |
| ja   | Datei hochladen · Wikidata zu Haus Gallopin (Q29701017)                                                                                | Haus Gallopin / Maison Gallopin KGS-Nr.: 02552 | B    | G   | Rue du Rhône 17 500163 / 117849                                                                                      |              |
| ja   | Datei hochladen · Wikidata zu Haus Lullin, dann Necker (Q29701063)                                                                     | Haus Lullin, dann Necker / Maison Lullin, puis Necker KGS-Nr.: 02554 | B    | G   | Rue Jean-Calvin 9 500283 / 117569                                                                                    |              |
| ja   | Datei hochladen · Wikidata zu Haus Lullin (Q29701038)                                                                                  | Haus Lullin / Maison Lullin KGS-Nr.: 02555 | B    | G   | Rue Jean-Calvin 11 500301 / 117572                                                                                   |              |
| ja   | Datei hochladen · Wikidata zu Haus Picot (Q29701085)                                                                                   | Haus Picot / Maison Picot KGS-Nr.: 02557 | B    | G   | Place de la Fusterie 12 500217 / 117800                                                                              |              |
| ja   | Datei hochladen · Wikidata zu Haus Pictet (Q29701107)                                                                                  | Haus Pictet / Maison Pictet KGS-Nr.: 02558 | B    | G   | Grand-Rue 15 500178 / 117572                                                                                         |              |
| ja   | Datei hochladen · Wikidata zu Wohngebäude Roux (Q29700629)                                                                             | Wohngebäude Roux / Immeuble Roux KGS-Nr.: 02559 | B    | G   | Rue de Chantepoulet 25 500000 / 118234                                                                               |              |
| ja   | Datei hochladen · Wikidata zu Wohngebäude (Q29700682)                                                                                  | Wohngebäude / Immeubles KGS-Nr.: 02561 | B    | G   | Promenade du Pin 1–5 500563 / 117156                                                                                 |              |
| ja   | Datei hochladen · Wikidata zu Passage des Lions (Q29701128)                                                                            | Passage des Lions KGS-Nr.: 02565 | B    | G   | Passage des Lion 4–8 500123 / 117813                                                                                 |              |
| ja   | Datei hochladen · Wikidata zu Square du Mont-Blanc (Q29701239)                                                                         | Square du Mont-Blanc KGS-Nr.: 02569 | B    | G   | Square du Mont-Blanc 500357 / 118198                                                                                 |              |
| ja   | Datei hochladen · Wikidata zu Statue de Jérémie (Q29701263)                                                                            | Jérémie-Statue / Statue de Jérémie KGS-Nr.: 02570 | B    | K   | Rue du Soleil-Levant 500356 / 117447                                                                                 |              |
| ja   | Datei hochladen · Wikidata zu Synagoge Beth-Yaacov (Genf) (Q3507981)                                                                   | Synagoge Beth Yaacov KGS-Nr.: 02571 | B    | G   | Place de la Synagogue 7 499835 / 117645                                                                              |              |
| ja   | Datei hochladen · Wikidata zu Evangelical Lutheran Church of Geneva (Q29701309)                                                        | Lutheranische Kirche / Temple luthérien KGS-Nr.: 02572 | B    | G   | Rue Verdaine 20 500510 / 117446                                                                                      |              |
| ja   | Datei hochladen · Wikidata zu Atelier Vacheron Constantin, Geneva (Q29701375)                                                          | Fabrik Vacheron & Constantin KGS-Nr.: 02573 | B    | G   | Rue des Moulins 1 499989 / 117885                                                                                    |              |
| ja   | Datei hochladen · Wikidata zu Ecomusée Voltaire (Q56220863)                                                                            | Ecomusée Voltaire KGS-Nr.: 08730 | B    | S   | Rue de Vuache 25 499489 / 118119                                                                                     |              |
| ja   | Datei hochladen · Wikidata zu Stadtarchiv Genf (Q17621489)                                                                             | Archiv der Stadt Genf / Archives de la ville de Genève KGS-Nr.: 08822 | B    | S   | Rue de la Croix-Rouge 4 500312 / 117246                                                                              |              |
| ja   | Datei hochladen · Wikidata zu Bains des Pâquis (Q2879960)                                                                              | Bains des Pâquis KGS-Nr.: 09030 | B    | G   | Quai du Mont-Blanc 30 500870 / 118465                                                                                |              |
| ja   | Datei hochladen · Wikidata zu Kunst- und Archäologiebibliothek (Q18031152)                                                             | Bibliothek für Kunst und Archäologie / Bibliothèque d’art et d’archéologie KGS-Nr.: 09361                                                                                                 | B    | S   | Promenade du Pin 5 500579 / 117139                                                                                   |              |
| ja   | Datei hochladen · Wikidata zu Bibliothek Institut für Reformationsgeschichte IHR - Historisches Museum der Reformation MHR (Q29700225) | Bibliothek des Instituts für Reformationsgeschichte / Bibliothèque de l’institut d’histoire de la Réformation KGS-Nr.: 09365                                                              | B    | S   | Rue du Cloître 2 500399 / 117489                                                                                     |              |
| ja   | Datei hochladen · Wikidata zu Museum Fondation Zoubov (Q27481252)                                                                      | Fondation Zoubov KGS-Nr.: 09451 | B    | S   | Rue des Granges 2 500105 / 117520                                                                                    |              |
| ja   | Datei hochladen · Wikidata zu Gefängnis Saint-Antoine (Q29700174)                                                                      | Ehemalige Strafanstalt (Gefängnis Saint-Antoine) / Ancienne discipline (Prison Saint-Antoine) KGS-Nr.: 09473                                                                              | B    | G   | Rue des Chaudronniers 9 500583 / 117366                                                                              |              |
| ja   | Datei hochladen · Wikidata zu Bibliothek des Konservatoriums Genf (Q27481180)                                                          | Bibliothek des Genfer Konservatoriums / Bibliothèque du conservatoire de musique de Genève KGS-Nr.: 09547                                                                                 | B    | S   | Place de Neuve 5 499955 / 117431                                                                                     |              |
| ja   | Datei hochladen · Wikidata zu Die Musikalische (Q27481082)                                                                             | Musikbibliothek der Stadt Genf / Bibliothèque musicale de la Ville de Genève KGS-Nr.: 09550                                                                                               | B    | S   | Rue Général Dufour 16 499890 / 117450                                                                                |              |
| ja   | Datei hochladen · Wikidata zu Ehemaliges Kaufhaus Uniprix (Q29700158)                                                                  | Ehemaliges Kaufhaus Uniprix / Ancien Grand Magasin Uniprix KGS-Nr.: 10019 | B    | G   | Rue de la Croix d’Or 4 500409 / 117626                                                                               |              |
| ja   | Datei hochladen · Wikidata zu Alhambra (Q29700870)                                                                                     | L’Alhambra KGS-Nr.: 10021 | B    | G   | Rue de la Rôtisserie 10 500268 / 117628                                                                              |              |
| ja   | Datei hochladen · Wikidata zu Wohngebäude (Q29700664)                                                                                  | Wohngebäude / Immeubles KGS-Nr.: 11798 | B    | G   | Rue Sismondi 1–15 / Rue des Pâquis 5 500329 / 118434                                                                 |              |
| ja   | Datei hochladen · Wikidata zu Kurtine und Bastion Saint-Antoine in der Neuzeit (Q29700255)                                             | Kurtine und Bastion Saint-Antoine in der Neuzeit / Courtine et bastion Saint-Antoine temps modernes KGS-Nr.: 11799                                                                        | B    | F   | Boulevard Émile-Jacques-Dalcroze 500599 / 117299                                                                     |              |